# فيكتور كالفو
فيكتور كالفو (بالإنجليزية: Victor Calvo)‏ هو سياسي أمريكي، ولد في 13 فبراير 1924، وتوفي في 26 سبتمبر 2010. انتخب عضو جمعية ولاية كاليفورنيا.